# Emily Clark (hockey sur glace)
Pour les articles homonymes, voir Clark.
Pour l’article homonyme, voir Emily Clark.
Emily Clark  (née le 28 novembre 1995 à Saskatoon dans la  province du Saskatchewan au Canada) est une joueuse canadienne de hockey sur glace qui évolue dans la ligue élite féminine en tant qu'attaquante. Elle remporte une médaille d'argent aux Jeux olympiques de Pyeongchang en 2018 puis une médaille d'or aux Jeux de Pékin en 2022. Elle représente également le Canada dans cinq championnats du monde, remportant une médaille d'or, trois médailles d'argent et une médaille de bronze.

## Biographie
Clark débute le hockey jeune, empruntant les pas de ses 5 frères et sœurs et sous l'entrainement de son père. Durant ses premières années, elle joue en équipe mixte où les charges sont encore autorisés. Son entraineur de l'époque, Kelly Boes, estime que cela l'a aidé lorsqu'elle a joué en équipe féminine à ses 14 ans. 

### Carrière en club
Elle joue dix ans à Saskatoon, notamment dans la ligue féminine Midget AAA du Saskatchewan, puis sa famille décide de l'envoyer à l'Académie de Hockey Okanagan pour ses deux dernières années de lycée . 
Ensuite, Clark entre chez les Badgers du Wisconsin lors de la saison 2014-2015 pour jouer le championnat universitaire NCAA . Elle y réalise cinq années, dont une de césure en 2017-2018 lorsqu'elle réside à Calgary pour la préparation olympique. Clark remporte le titre national universitaire pour sa dernière saison, alors qu'elle porte le titre de capitaine-assistante .
Après la fin de son parcours universitaire, Clark souhaite jouer en ligue élite professionnelle canadienne. Cependant la même année, la LCHF dépose le bilan ce qui ne lui laisse aucune option professionnelle pour continuer son parcours dans son pays. Elle joue des matchs en 2020 et 2021 avec la Professional Women's Hockey Players Association (PWHPA), organisation ayant pour but de former une ligue professionnelle féminine mais dont la progression a été ralentie par la pandémie de Covid-19 .

### Carrière internationale
Clark rejoint l'équipe nationale des moins de 18 ans à tout juste 15 ans, en 2011 . Elle participe ainsi à toutes les compétitions junior jusqu'en 2013, où elle gagne sa place dans l'équipe sénior. Elle participe à la Coupe des quatre nations en 2015 et au championnat du monde la même année, restant sélectionnée chaque éditions depuis lors.
Elle réussit à faire partie de l'effectif final pour les Jeux olympiques de Pyeongchang en 2018 ce qui lui permet de remporter une médaille d'argent olympique . Clark fait partie de l'effectif pour les Jeux de Pékin en 2022, où elle remporte cette fois une médaille d'or olympique 

## Statistiques

### En club
| Saison      | Équipe               | Ligue       |     | Saison régulière | Saison régulière | Saison régulière | Saison régulière | Saison régulière |   | Séries éliminatoires | Séries éliminatoires | Séries éliminatoires | Séries éliminatoires | Séries éliminatoires |
| Saison      | Équipe               | Ligue       | PJ  | B                | A                | Pts              | Pun              | PJ               | B | A                    | Pts                  | Pun                  |                      |                      |
| 2014-2015   | Badgers du Wisconsin | NCAA        | 36  | 12               | 15               | 27               | 18               | -                | - | -                    | -                    | -                    |                      |                      |
| 2015-2016   | Badgers du Wisconsin | NCAA        | 38  | 24               | 21               | 45               | 18               | -                | - | -                    | -                    | -                    |                      |                      |
| 2016-2017   | Badgers du Wisconsin | NCAA        | 39  | 20               | 26               | 46               | 36               | -                | - | -                    | -                    | -                    |                      |                      |
| 2017-2018   | Canada               | AMHL        | 15  | 0                | 3                | 3                | 10               | -                | - | -                    | -                    | -                    |                      |                      |
| 2018-2019   | Badgers du Wisconsin | NCAA        | 34  | 14               | 14               | 28               | 12               | -                | - | -                    | -                    | -                    |                      |                      |
| Totaux NCAA | Totaux NCAA          | Totaux NCAA | 147 | 70               | 76               | 146              | 84               |                  |   |                      |                      |                      |                      |                      |

### En équipe nationale
| Année | Équipe          | Compétition                   |   | PJ | B | A | Pts | Pun | +/-                |  | Résultat |
| 2012  | Canada - 18 ans | Championnat du monde - 18 ans | 5 | 2  | 2 | 4 | 2   | +6  | Médaille d'or      |  |          |
| 2013  | Canada - 18 ans | Championnat du monde - 18 ans | 5 | 1  | 4 | 5 | 6   | +5  | Médaille d'or      |  |          |
| 2015  | Canada          | Championnat du monde          | 5 | 1  | 1 | 2 | 0   | +2  | Médaille d'argent  |  |          |
| 2016  | Canada          | Championnat du monde          | 5 | 1  | 0 | 1 | 4   | +3  | Médaille d'argent  |  |          |
| 2017  | Canada          | Championnat du monde          | 5 | 2  | 0 | 2 | 2   | +1  | Médaille d'argent  |  |          |
| 2018  | Canada          | Jeux olympiques               | 5 | 1  | 0 | 1 | 4   | +3  | Médaille d'argent  |  |          |
| 2019  | Canada          | Championnat du monde          | 7 | 2  | 0 | 2 | 4   | +5  | Médaille de bronze |  |          |
| 2021  | Canada          | Championnat du monde          | 7 | 1  | 2 | 3 | 4   | +1  | Médaille d'or      |  |          |
| 2022  | Canada          | Jeux olympiques               | 7 | 2  | 1 | 3 | 4   | +4  | Médaille d'or      |  |          |

## Trophées et honneurs personnels

### Ligue professionnelle de hockey féminin
- 2024 : participe au Match des étoiles de la LPHF